# 블레오마이신 가수 분해 효소
블레오마이신 가수 분해 효소(Bleomycin Hydrolase)는 인간에서 BLMH 유전자에 의해 암호화되는 효소이다.
블레오마이신 가수 분해 효소(BMH)는 진화를 통해 고도로 보존된 세포질 시스테인 단백질 가수 분해 효소이다. 이것의 생물학적 기능은 반응성 친전자체 호모시스테인 티오락톤의 가수 분해이다. 또 다른 활성은 암에 대한 복합 화학 요법의 필수 구성 요소인 글리코펩타이드 블레오마이신(BLM)의 대사 비활성화이다. 단백질은 시스테인 단백질 분해 효소 파파인 슈퍼 패밀리의 시그니처 활성 부위 잔기를 포함한다.

## 상호 작용
BLMH는 RPL29, RPL11, UBE2I 및 아밀로이드 전구체 단백질과 상호 작용하는 것으로 나타났다.